# Галеото IV Малатеста
Вижте пояснителната страница за други личности с името Галеото Малатеста.
Галеото IV Малатеста (на италиански: Galeotto IV Malatesta; †  31 юли 1492, Римини) е италиански кондотиер.

## Произход
Той е син на Алмерико Малатеста. 

## Биография
Държи управлението на държавата, когато неговият девер Роберто Малатеста, господар на Римини, е на война.
След като Роберто умира през 1482 г., Галеото става настойник на неговия син и наследник Пандолфо, на когото служи вярно, откривайки и осуетявайки заговора на венецианците, които искат да превземат града.
Той умиротворява държавата и въпреки че слуша папа Сикст IV, създава съюз с господарите на Урбино и на Пезаро. Укрепва Римини, като укрепва пристанището по десния бряг на Марекия.
За да придобие контрол над Римини, нарежда брат му Раймондо, водач на милициите на Малатеста, да бъде убит, след което заговорничи да убие и Пандолфо. След като Пандолфо разкрива заговора, нарежда Галеото да бъде убит.